# Seyni Awa Camara
Pour les articles homonymes, voir Camara.
Seyni Awa Camara, ou Seni Camara, née vers 1945 en Casamance, est une sculptrice et potière sénégalaise, que l'on rattache à la première génération de l'« École de Dakar », même si elle est autodidacte et inclassable. Elle a créé des milliers de personnages en terre cuite : hommes, femmes, animaux...

## Éléments biographiques
Elle n'a jamais quitté son pays où traditionnellement les femmes réalisent des poteries, utilitaires, en céramique. Initiée par sa mère à ces techniques  traditionnelles, ses œuvres et son univers sont en rupture par rapport aux productions artisanales usuelles et font preuve d'une liberté et d'une imagination spécifique sur le fond et la forme. Elle crée des «monstres» en argile, souvent porteurs d'autres petits monstres. Elle les cuits, les stocke et les vend sur les marchés,. Mais, depuis sa participation en 1989 à l'exposition Magiciens de la terre à Paris, ses œuvres sont aussi exposées en Europe et aux États-Unis. La Galerie Baronian à Bruxelles a organisé plusieurs expositions de Seyni Awa Camara, en 2020 et en 2021. Une autre sera organisée en avril 2024. La Galerie Almine Rech lui consacre une exposition à Paris en 2024.
En 1990, Philip Haas lui a consacré un film documentaire tourné à Bignona où elle vit toujours avec sa famille : Magicians of the Earth: Seni's Children.
En 2011, Jesús Ahedo (galerie Kalao panafrican creations) tourne le dernier film Seyni Awa Camara entre les éléments, et publie le livre homonyme à  Bilbao en 2011.

## Sélection d'œuvres
- Maternité, 2006
- Famille, 2006
- Sculpture mi-femme mi-monstre, terre cuite, musée du quai Branly